# Лига на нациите по волейбол за мъже
Лигата на нациите по волейбол за мъже е ежегоден международен турнир по волейбол. Участници са националните отбори за мъже, които са членки на Международната федерация по волейбол (FIVB). Първото издание на турнира се провежда от май до юли 2018 година, като финалния турнир се играе в Лил, Франция. Русия печели първото издание, побеждавайки на финала Франция. Турнирът е наследник на Световната лига по волейбол.
От сезон 2025 турнирът е разширен от 16 на 18 отбора.
Същия турнир за жени е Лига на нациите по волейбол за жени.

## История
През октомври 2017 FIVB обявява, драстична промяна във формата на ежегодните им турнири, създавайки Лигата на нациите за мъже и за жени, които наследяват Световната лига и Гранд при.

## Награден фонд
Според международната федерация, бюджета за мъжкия и женския турнир е еднакъв.

### За отбор
В първата фаза на турнира, всяка победа носи 9 500 щ.д., а загубата 4 250 щ.д.
Във финалната фаза парите се разпределят към отборите по следния начин:
- Шампиони: 1 000 000 щ.д.
- Финалист: 500 000 щ.д.
- Трето място: 300 000 щ.д.
- Четвърто място: 180 000 щ.д.
- Пето място: 130 000 щ.д.
- Шесто място: 85 000 щ.д.
- Седмо място: 65 000 щ.д.
- Осмо място: 40 000 щ.д.

Награда за феър плей
През сезон 2022 във финалната фаза Полша получава 15 000 щ.д. награда за феър плей. Няколко пъти те си признават по време на двубоите, че са пипнали топката при блокада или мрежата.
От сезон 2023, във финалната фаза на турнира е въведена системата със зелени картони. Всеки играч, който си признае подобно провинение, спестявайки време за видео преглеждане, получава зелен картон. Отборът с най-много зелени картони получава 30 000 щ.д. При равенство, сумата печели по-високо завършилия отбор във фазата.

### За играч
Избраните играчи в най-добрия отбор на турнира получават по 10 000 щ.д., а избрания за най-добър играч (MVP) - 30 000 щ.д.

## Резултати
| Година       | Домакин на финали |                                              | Финал                                        | Финал                                        | Финал                                        |                                              | Мач за трето място                           | Мач за трето място                           | Мач за трето място                           |                                              | Отбори ГФ / ФФ |
| Година       | Домакин на финали | Шампион                                      | Резултат                                     | Финалист                                     | Трето място                                  | Резултат                                     | Четвърто място                               |                                              |                                              |                                              | Отбори ГФ / ФФ |
| ------------ | ----------------- | -------------------------------------------- | -------------------------------------------- | -------------------------------------------- | -------------------------------------------- | -------------------------------------------- | -------------------------------------------- | -------------------------------------------- | -------------------------------------------- | -------------------------------------------- | -------------- |
| 2018 детайли | Лил               | Русия                                        | 3–0                                          | Франция                                      | САЩ                                          | 3–0                                          | Бразилия                                     | 16 / 6                                       |                                              |                                              |                |
| 2019 детайли | Чикаго            | Русия                                        | 3–1                                          | САЩ                                          | Полша                                        | 3–0                                          | Бразилия                                     | 16 / 6                                       |                                              |                                              |                |
| 2020         | Торино            | Не се провежда заради пандемията от COVID-19 | Не се провежда заради пандемията от COVID-19 | Не се провежда заради пандемията от COVID-19 | Не се провежда заради пандемията от COVID-19 | Не се провежда заради пандемията от COVID-19 | Не се провежда заради пандемията от COVID-19 | Не се провежда заради пандемията от COVID-19 | Не се провежда заради пандемията от COVID-19 | Не се провежда заради пандемията от COVID-19 |                |
| 2021 детайли | Римини            | Бразилия                                     | 3–1                                          | Полша                                        |                                              | Франция                                      | 3–0                                          | Словения                                     |                                              | 16 / 4                                       |                |
| 2022 детайли | Болоня            | Франция                                      | 3–2                                          | САЩ                                          | Полша                                        | 3–0                                          | Италия                                       | 16 / 8                                       |                                              |                                              |                |
| 2023 детайли | Гданск            | Полша                                        | 3–1                                          | САЩ                                          | Япония                                       | 3–2                                          | Италия                                       | 16 / 8                                       |                                              |                                              |                |
| 2024 детайли | Лодз              | Франция                                      | 3–1                                          | Япония                                       | Полша                                        | 3–0                                          | Словения                                     | 16 / 8                                       |                                              |                                              |                |
| 2025 детайли | Нинбо             | Полша                                        | 3–0                                          | Италия                                       | Бразилия                                     | 3–1                                          | Словения                                     | 18 / 8                                       |                                              |                                              |                |

## Медали
| Място | Държава  | Злато | Сребро | Бронз | Общо |
| ----- | -------- | ----- | ------ | ----- | ---- |
| 1     | Полша    | 2     | 1      | 3     | 6    |
| 2     | Франция  | 2     | 1      | 1     | 4    |
| 3     | Русия    | 2     | 0      | 0     | 2    |
| 4     | Бразилия | 1     | 0      | 1     | 2    |
| 5     | САЩ      | 0     | 3      | 1     | 4    |
| 6     | Япония   | 0     | 1      | 1     | 2    |
| 7     | Италия   | 0     | 1      | 0     | 1    |
| Общо  | Общо     | 7     | 7      | 7     | 21   |